# 小行星5869
小行星5869（英語：5869 Tanith）是一颗围绕太阳公转的小行星。1988年11月4日，卡罗琳·舒梅克在帕洛马山发现了此天体。
这颗小行星的绝对星等为230.7211785568871等。